# Дејфоба
Дејфоба (грч. Δηıφόβη) била је по грчкој митологији пророчица (Сибила), кћи морског пророчког божанства Глаука.
Дејфоба је била чувена и најславнија Аполонова пророчица из Куме у Кампанији.
 Према Вергилију, Дејфобу је посетио Енеја да му објави где да утемељи град у Италији. Она му уговори састанак с оцем Анхизом на улазу у подземни свет.
Њена пророчанства је, у грчким стиховима (Сибилинске књиге), према предаји, у Рим донео краљ Тарквиније Охоли крајем VI века. Најпре су се налазиле у Јупитеровом храму на Капитолу, а затим је цар Август наредио да се пренесу у нови Аполонов храм на Палатину. Око 400. године, Вандал Стилихо, војсковођа цара Хонорија, дао је да се Сибилинске књиге униште.
Сибила Дејфоба се налази, у друштву са осталим сибилама, насликана на плафону Сикстинске капеле у Ватикану.